# No. 5 Collaborations Project
No. 5 Collaborations Project is het eerste studioalbum van de Britse artiest Ed Sheeran. Het album werd in het Verenigd Koninkrijk uitgebracht op 7 januari 2011 als een download en bereikte nummer 46 in de Britse Album Chart. Elk nummer wordt ondersteund door een aantal grime-artiesten, waaronder Devlin, Wiley, JME, en anderen. Sheeran bracht dit album in eigen beheer uit en mede dankzij de goede verkoopaantallen tekende Sheeran binnen een week na de release een platencontract bij Atlantic Records.

## Nummers
| Nr. | Titel                                                   | Duur |
| --- | ------------------------------------------------------- | ---- |
| 1.  | Lately (featuring Devlin)                               | 4:32 |
| 2.  | You (featuring Wiley)                                   | 3:26 |
| 3.  | Family (featuring P-Money)                              | 4:15 |
| 4.  | Radio (featuring JME)                                   | 3:41 |
| 5.  | Little Lady (featuring Mikill Pane)                     | 5:31 |
| 6.  | Drown Me Out (featuring Ghetts)                         | 4:24 |
| 7.  | Nightmares (featuring Random Impulse, Sway & Wretch 32) | 4:05 |
| 8.  | Goodbye to You (featuring Dot Rotten)                   | 5:27 |

## Hitlijst
| Hitlijst (2011) | Piek- positie |
| --------------- | ------------- |
| UK Albums Chart | 46            |